# Corsari barbareschi

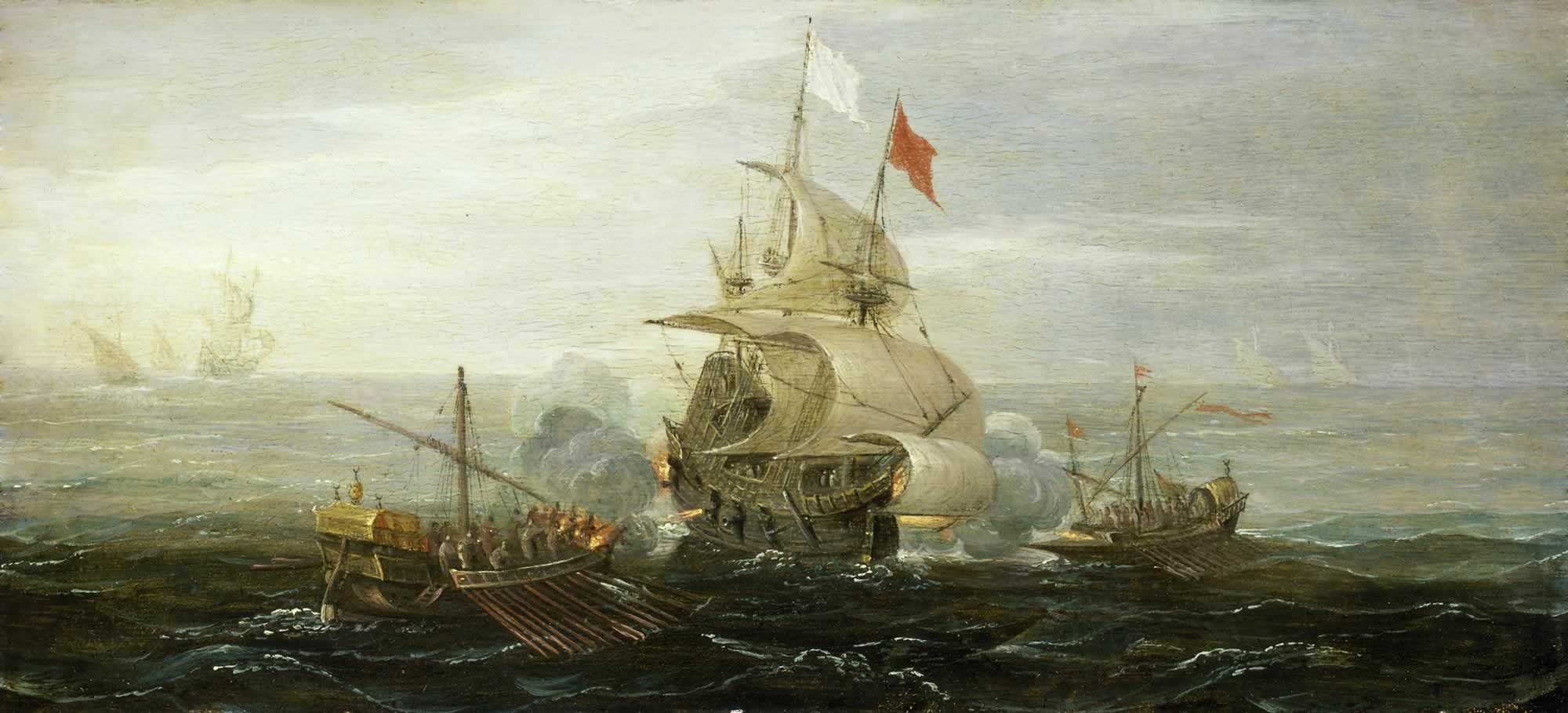
Nave francese attaccata da corsari barbareschi. Dipinto di Aert Anthonisz (1579-1620).

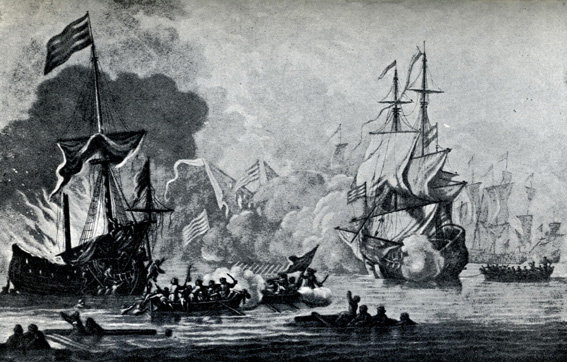
Battaglia, tra Salé e Tangeri, tra una fregata britannica e sette navigli corsari algerini.

I corsari barbareschi erano marinai musulmani (principalmente maghrebini e ottomani) stabilmente attivi contro possedimenti, beni e imbarcazioni dell'Europa cristiana a partire dal XVI secolo fino agli inizi del XIX secolo, in tutto il Mediterraneo occidentale e lungo le coste atlantiche dell'Europa e dell'Africa.
Loro basi di partenza erano le piazzeforti disseminate lungo le coste del Maghreb (principalmente Tunisi, Tripoli, Algeri, Salé e altri porti del Marocco), in quelle zone che gli europei chiamavano Barberia o Stati barbareschi (in francese Côte des Barbaresques, in inglese Barbary Coast; tutti termini connessi col nome proprio Berberi, che identifica i nativi del Maghreb). Altre loro basi erano i porti mediterranei dell'impero ottomano. 
Lo storico Robert C. Davis ha stimato in almeno un milione di persone gli schiavi europei complessivamente razziati dai predoni barbareschi, sia aggredendo le navi in navigazione, sia con incursioni negli Stati rivieraschi.

## Storia

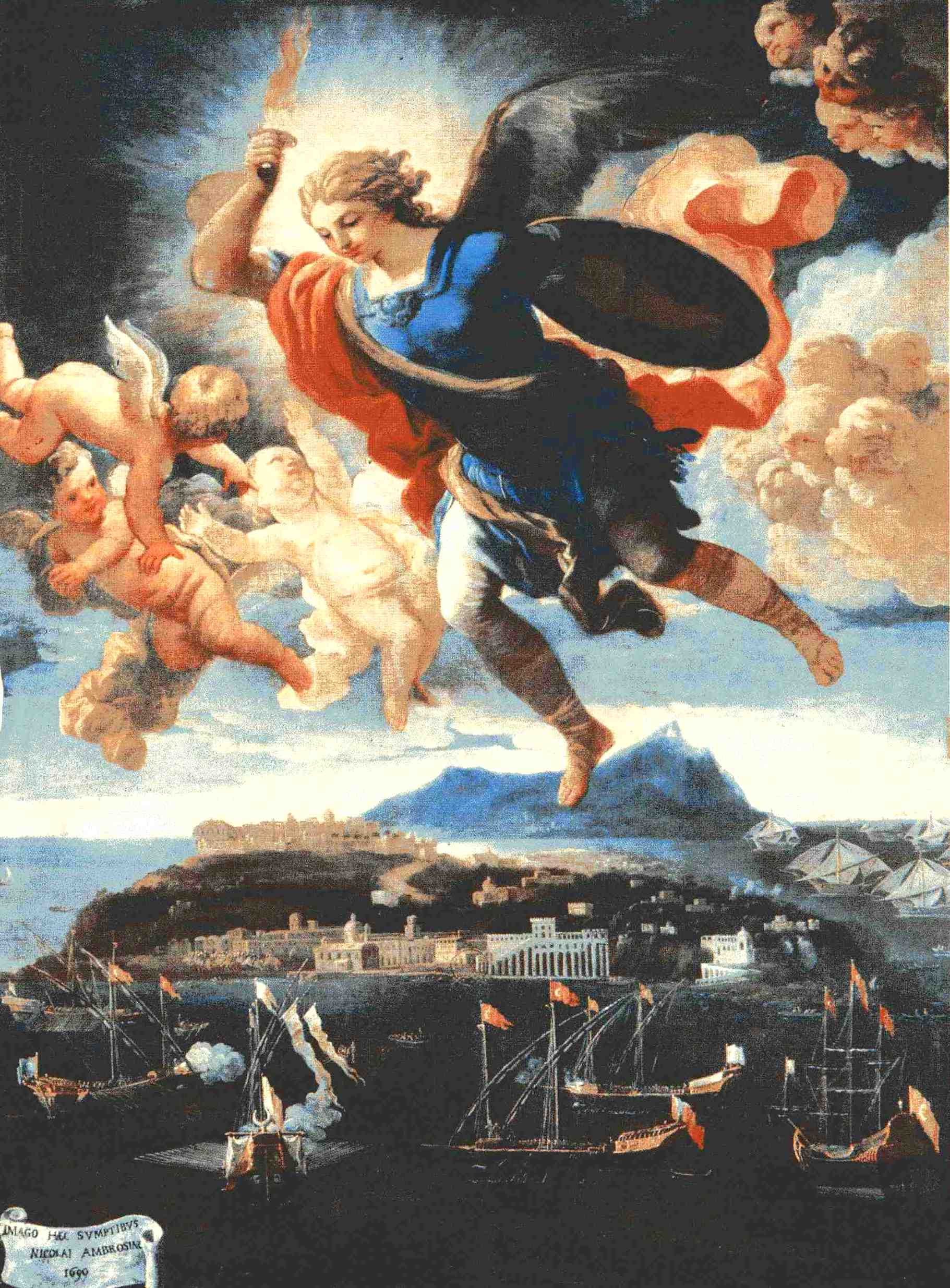
Nicola Russo
San Michele Arcangelo scaccia i Saraceni da Procida
(olio su tela, 1690)

### L'età antica e le origini
Il fenomeno della pirateria era sempre stato ben presente nel Mediterraneo, ben prima del VII secolo in cui gli Arabi si affacciarono sulle sue coste orientali, rimettendo in discussione la secolare talassocrazia romana che aveva orgogliosamente fatto chiamare quel mare all'Impero Romano, Mare Nostrum.
Il "Mar bianco di mezzo", come lo chiamarono gli Arabi (spesso chiamati Saraceni, attribuendo tale sostantivo all'espressione romana che significava, forse, "popolo delle tende"), divenne un teatro di duro confronto fra l'Europa cristiana, latina e greca già a partire dall'VIII secolo ma, soprattutto, dopo l'espansione della potenza ottomana nel bacino occidentale del Mediterraneo nel corso del XVI secolo successivamente alla caduta dell'impero romano d'Oriente. I componenti della marineria ottomana che partivano dalle basi maghrebine furono sovente identificate con l'espressione pirati barbareschi, preferendo il termine "pirati" per la sua connotazione semantica fortemente negativa. Del tutto scorretta però, visto che costoro non assaltavano mai naviglio musulmano (salvo in caso di guerra aperta) e perché, come a Lepanto, essi erano presenti nella flotta del sultano ottomano, quindi in veste di corsari (privati autorizzati dal proprio Stato di appartenenza o di riferimento ad attaccare imbarcazioni nemiche) e non già di pirati (che navigano a scopo di depredare e razziare per lucro proprio, indifferentemente dalla provenienza del depredato).

### Le incursioni del XVI e XVII secolo
Il periodo più cruento delle attività barbaresche (almeno per le popolazioni italiane) si ebbe in concomitanza con le guerre d'Italia del XVI secolo. Fu allora che i musulmani maghrebini (barbareschi: termine con il quale si menzionavano arabi, berberi, turchi e cristiani rinnegati europei), alleati della Francia del "cristianissimo" re Francesco I contro la Spagna del suo avversario Carlo V, indirizzarono le loro scorrerie verso le flotte e le coste del Regno di Sicilia e del Regno di Napoli, all'epoca in unione personale con la Corona dell'Impero spagnolo.
Le incursioni comunque si spinsero anche negli Stati italiani posti più a nord ed infatti, più volte nel corso dei secoli, furono saccheggiate e distrutte le città costiere laziali, toscane e liguri. Sul versante adriatico invece i corsari, grazie alla vigile sorveglianza delle galere veneziane, non riuscirono quasi mai a spingersi oltre le coste marchigiane.

I corsari barbareschi non si limitavano, come già detto, a depredare le navi, ma effettuavano spesso anche incursioni nei territori che si affacciavano sul mare. Di questo rimangono testimoni silenziose le torri di guardia costiere, presenti lungo le coste, soprattutto italiane.
Famosi gli episodi nei quali vennero ridotti in schiavitù: nel 1544 gli abitanti di Ischia (4 000 deportati) e Lipari (9 000 deportati, quasi l'intera popolazione); e nel 1554 Vieste (7 000 deportati).
In tal modo essi catturavano enormi quantità di schiavi europei, che costituivano un rilevante cespite economico, sia nel caso di loro vendita, sia in quello di riscatto. Nel primo caso come forza lavoro a costo zero, da usare anche come rematori sulle galee ottomane (solo nella battaglia di Lepanto furono liberati ben dodicimila cristiani che erano schiavi al remo sulle navi turche).
In Marocco, il sultano Mulay Ismail (1645-1727) si fece costruire, nella nuova capitale di Meknès, un intero palazzo, eretto esclusivamente con il lavoro degli schiavi cristiani catturati dai corsari barbareschi.
Quando catturati, tuttavia, anche i musulmani ricevevano a loro volta un trattamento analogo: la battaglia di Ostia, raffigurata nelle Stanze di Raffaello in Vaticano, fornì manodopera utile all'edificazione delle Mura leonine e, secoli dopo, la Reggia di Caserta fu costruita con il rilevante apporto del lavoro forzato di equipaggi barbareschi catturati dalle navi della Real Marina del Regno delle Due Sicilie, principalmente in occasione della spedizione contro i Barbareschi organizzata da Carlo di Borbone nel 1739. Una nuova spedizione della marina napoletana (insieme alle flotte spagnola, di Malta e del Portogallo) si ebbe nel 1784 contro Algeri.

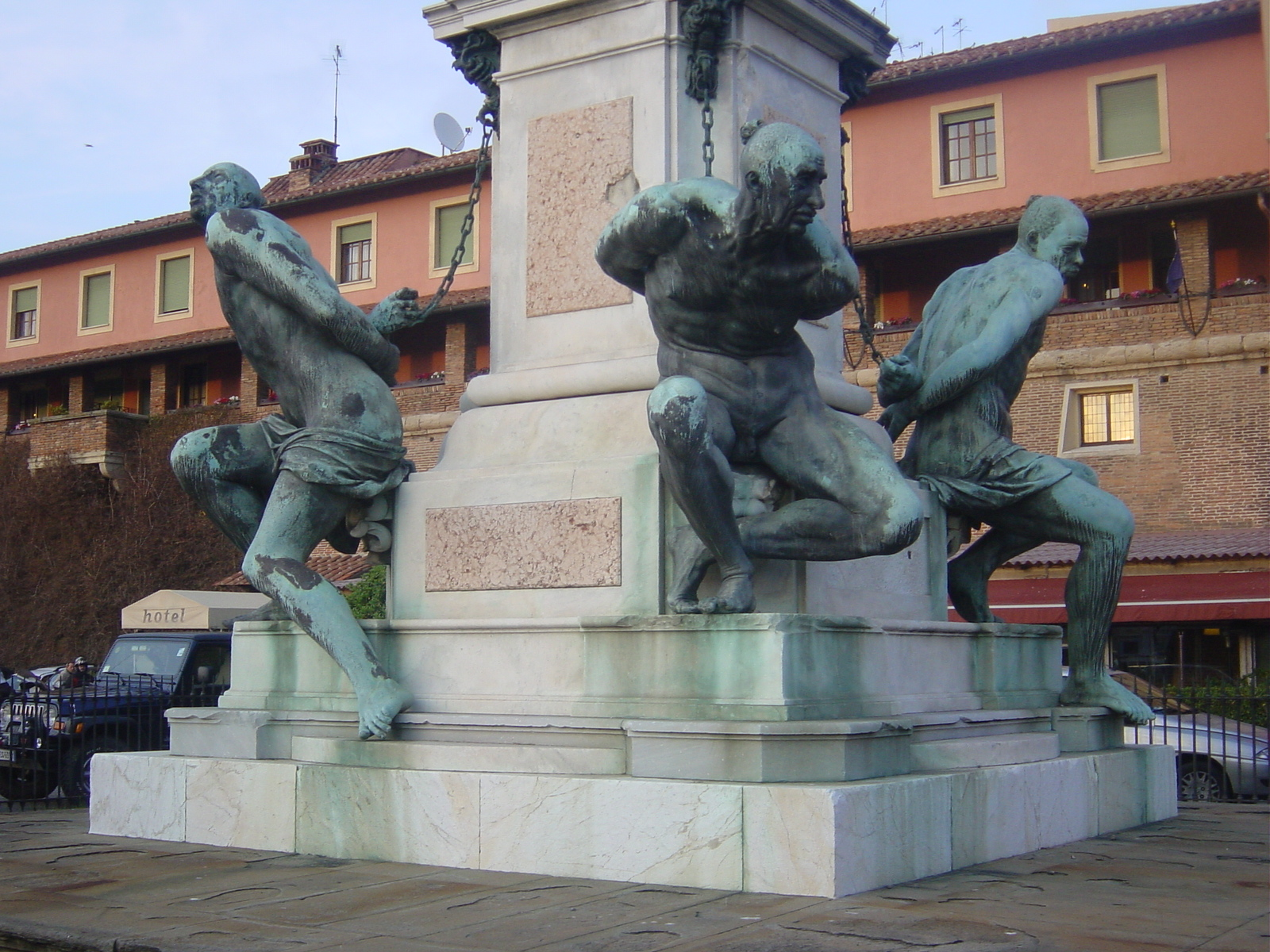
Il Monumento dei Quattro mori a
Livorno

Il Monumento dei Quattro mori a Livorno celebra le vittorie riportate contro i corsari barbareschi alla fine del XVI secolo dall'Ordine dei cavalieri di Santo Stefano, un Ordine corsaro cristiano appositamente creato a tale scopo, del quale il Granduca Ferdinando I de' Medici era Gran Maestro.

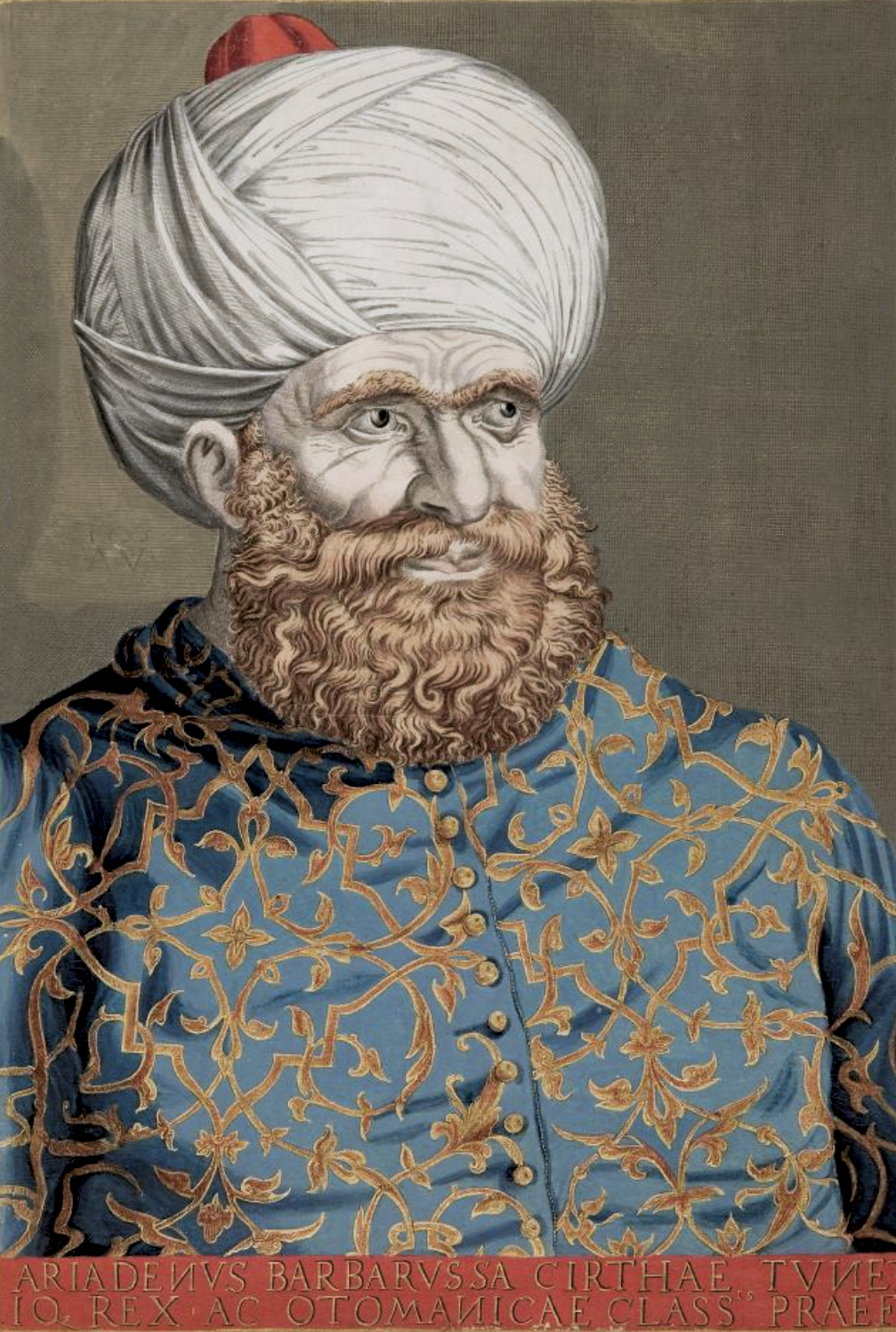
Khayr al-Dīn Barbarossa

Il più conosciuto dei corsari è probabilmente Khayr al-Dīn, detto Barbarossa. Costui, dopo essere stato chiamato a difendere la città di Algeri dagli attacchi degli Spagnoli, ne uccise il sovrano e si sostituì ad esso nel 1510, facendo della città una delle basi più importanti per la Guerra di corsa, che egli conduceva in nome e per conto del Sultano ottomano.
Molti corsari barbareschi erano "rinnegati" (in Spagna il termine usato per chi si convertiva all'Islam abiurando il Cristianesimo sarà dal XVI secolo moriscos). Le navi preferite erano delle galee e fuste, con schiavi o prigionieri ai remi. Due esempi sono costituiti dall'olandese Süleyman Reis "De Veenboer", che divenne ammiraglio della flotta corsara di Algeri nel 1617, e il suo secondo, Murad Reis, il cui nome originario era Jan Janszoon, di Haarlem (attuale Paesi Bassi). Entrambi operarono al servizio del corsaro noto come Simone il Danzatore e l'ammiraglio Michiel de Ruyter, anch'egli olandese, tentò invano di porre fine alla loro attività sui mari.

Il più famoso tra tutti costoro fu però senza dubbio Uluch Alì, nato come Giovanni Dionigi Galeni, di origini calabresi e ammiraglio ottomano, che combatté anche a Lepanto nel 1571.
I corsari barbareschi algerini subirono una grave disfatta nel 1732, quando la flotta spagnola, al comando dell'ammiraglio Blas de Lezo, conquistò la città di Orano e distrusse la base militare dei corsari nella baia di Mostaganem.

### L'estinzione del fenomeno nel XIX secolo
Le incursioni dei corsari barbareschi sulle coste dell'Europa continuarono fino agli inizi del XIX secolo, quando si fecero sempre più efficaci le operazioni militari contro di essi da parte degli Stati europei - Regno Unito, Spagna, Regno di Sardegna, Impero austro-ungarico e Francia.
Appena divenuti indipendenti gli Stati Uniti avevano poche possibilità di proteggere le proprie navi mercantili, e così nel 1784, il Congresso approvò la spesa di 60.000 dollari da versare come tributo agli Stati barbareschi. Il fatto che, ciò nonostante, si registrassero ancora degli attacchi, fu un motivo per la costituzione della Marina degli Stati Uniti, che comprendeva una delle più famose navi d'America, la fregata pesante USS Philadelphia. Seguirono due guerre conosciute come Prima e Seconda guerra barbaresca (1801-1805 e 1815). Nel 1815 gli Stati Uniti, vinta la guerra grazie anche alle capacità del loro commodoro Stephen Decatur, si liberavano dall'obbligo del tributo, mentre altre potenze europee erano ancora esposte agli attacchi dei corsari.
Un altro grave colpo alla guerra contro la pirateria barbaresca si ebbe col bombardamento di Algeri del 1816, quando un'incursione della marina britannica, sostenuta da sei navi olandesi, distrusse il porto di Algeri e colò a picco la sua flotta di navi barbaresche.
Nel 1830 quella che da principio sembrava un'azione analoga con scopi limitati da parte della Francia contro Algeri diede il via alla conquista francese dell'Algeria. Da quel momento, sparita la maggiore piazzaforte dei corsari barbareschi, essi non costituirono più una minaccia per gli Stati europei.

## La pirateria barbaresca nell'Atlantico
Dopo la notizia registrata da al-Mas'udi sui suoi Murūj al-dhahab (I, pp. 258–9, § 274) dell'impresa di Khashkhāsh, partito coi suoi compagni andalusi da Cordova nel IX secolo, un'altra impresa corsara musulmana nell'oceano Atlantico fu quella che spinse oltre Gibilterra il già citato Murād Raʾīs (rinnegato olandese di Haarlem), il cui nome cristiano era Jan Jansz, o Janszoon, Jansen o Janssen.) Egli, nel 1585, veleggiò alla volta delle isole Canarie per sottoporle a saccheggio, prendendo terra sulla via di ritorno a Salé (cittadina atlantica dell'attuale Marocco, presso Rabat.). Inoltre, un piccolo gruppo di navi corsare riuscì a raggiungere addirittura l'Islanda, razziando Vestmannaeyjar e le coste sud-orientali dell'isola. 
Nuova "impresa" egli condusse a termine nella notte tra 19 e 20 giugno 1631, razziando Baltimore, nella contea di Cork, sulle coste meridionali dell'Irlanda, dove riuscì a prelevare con l'equipaggio delle sue due imbarcazioni, 237 abitanti, trasportati poi in Maghreb per essere venduti sul mercato degli schiavi.

## Oggetto delle attività
Oggetto delle loro azioni erano gli Stati e le popolazioni cristiane che s'affacciavano sul Mediterraneo e sull'Atlantico. Due secoli or sono, William Burney scrisse:
(A New Universal Dictionary of the Marine: Being, a Copious Explanation of the Technical Terms and Phrases, Londra, T. Cadell and W. Davies, 1830, s.v. «Corsair», p. 108a.)
L'obiettivo dei corsari barbareschi erano le navi, militari o civili, provenienti da Paesi europei, che navigavano tra i porti del Mediterraneo o che erano dirette in Asia circumnavigando l'Africa; nonché, occasionalmente, le popolazioni civili delle coste atlantiche, come Portogallo, Spagna, Irlanda, Islanda, Isole Fær Øer, Groenlandia e Regno Unito. Si calcola che il numero totale degli europei rapiti e schiavizzati superi, e forse di molto, il milione di persone.
Occorre tener presente che il rapimento di persone aveva come immediato fine la loro riduzione in schiavitù oppure la loro liberazione dietro pagamento di un riscatto. Dunque, anche in questo caso, si tratterebbe di quella che Fernand Braudel, nel suo libro sul Mediterraneo all'epoca di Filippo II, definiva l'«industria più antica» del Mediterraneo. Un'industria dagli indubbi risvolti economici, legale, e quindi corsara, se l’attività predatoria era condotta nei termini della patente di corsa (ossia in primo luogo nel caso di azioni contro le navi e le coste di uno stato che era in condizione di guerra contro quello che aveva emesso la patente). In caso contrario, ossia in caso di violazione dei termini della patente di corsa (in primo luogo in caso di azioni contro navi e coste di uno stato con cui non era in atto una condizione di guerra) o di mancanza di patente di corsa, il corsaro non era più tale perché incorreva nel reato di pirateria, era un pirata per il quale il "diritto del mare" prevedeva l'immediata pena capitale – da eseguire, nel caso, anche in alto mare, senza la convocazione a terra di una Corte di giustizia – tramite impiccagione alla varea di un pennone.

## Corsari barbareschi famosi
- Khayr al-Dīn, detto Barbarossa (1466 - 1546)
- Aruj Barbarossa,  o Bābā ʿAruj Barbarossa, turco Oruç (c. 1473 - 1518), suo fratello
- Dragut, detto anche Dorghut Rais, Turghut Rais, Turhud Rais o Dargut (ca.1485 - 1565)
- Uluç Alì, o Kılıç Alì, detto Luccialì od Occhiali (1519 - 1587)

## Nella cultura di massa

### Nella letteratura e nell'arte

Il mercato degli schiavi (c. 1866), di Jean-Léon Gérôme.

I corsari barbareschi sono i protagonisti del romanzo di Emilio Salgari Le pantere di Algeri (1903) e compaiono in numerosi altri romanzi di avventura, tra cui Robinson Crusoe, Il conte di Montecristo di Alexandre Dumas, Lo sparviero del mare di Rafael Sabatini, The Algerine Captive di Royall Tyler, Master and Commander di Patrick O'Brian e il Ciclo barocco di Neal Stephenson.
Miguel de Cervantes fu imprigionato nel bagno penale di Algeri per ben 5 anni dal 1575 al 1580, e l'eco della sua esperienza si ritrova in alcuni suoi libri, tra cui Don Chisciotte della Mancia. In tale occasione conobbe e divenne amico del poeta siciliano Antonio Veneziano, cui nel 1579 dedicò dodici ottave di una sua epistola.
Anche il melodramma ha rappresentato (spesso in modo fiabesco) gli ambienti della guerra di corsa. Per esempio Il ratto dal serraglio di Wolfgang Amadeus Mozart o L'italiana in Algeri di Gioachino Rossini.
Su questi corsari venne basato il videogioco Pirates of the Barbary Coast del 1986.

### L'inno dei Marines
Le azioni condotte dal corpo dei Marines nel corso delle "Guerre Barbaresche" sono tuttora ricordate, all'inizio dell'Inno dei Marines, dove un verso commemora le azioni del corpo "to the shores of Tripoli" ("fino al litorale di Tripoli").